# Batalla del Berézina
La batalla del Berézina (o Berésina, del bielorruso Бярэ́зіна) se libró entre el 26 y el 29 de noviembre de 1812, entre el ejército francés de Napoleón Bonaparte, en retirada después de haber invadido Rusia, y los ejércitos rusos al mando de Mijaíl Kutúzov, Peter Wittgenstein y el almirante Pável Chichágov. 
Para los ejércitos franceses era vital cruzar el río Berézina cerca de Borísov, actual Bielorrusia, y la batalla terminó con un resultado incierto. Los franceses sufrieron fuertes pérdidas pero lograron cruzar el río y evitaron ser atrapados y aniquilados. Desde entonces, el término «Bérézina» se ha utilizado en francés como sinónimo de «desastre».

## Contexto
Tras el fallido intento de conquistar el Imperio ruso, que se prolongó hasta el inicio del invierno de 1812, la fuerza superviviente de la Grande Armée, presa del frío y del hambre, emprendió la retirada hacia el oeste, mientras el contraataque del Ejército Imperial Ruso se aproximaba a ellos. 
Los franceses habían sufrido una derrota tan solo dos semanas antes, durante la batalla de Krasnoi. Sin embargo, los refuerzos que habían sido estacionados cerca del Berézina durante el avance inicial de Napoleón a través de Rusia elevaron la fuerza numérica de la Grande Armée de nuevo hasta unos 30 000 a 40 000 soldados en condiciones de luchar, así como 40 000 no combatientes. Los rusos tenían aproximadamente 61 000 soldados en las proximidades del Berézina, con otros 54 000 a las órdenes de Mijaíl Kutúzov a solo 64 km al este acercándose al río.

## Desarrollo

Teatro de operaciones de la batalla: atravesar el río Berézina se muestra como la única vía de escape para el ejército de Napoleón, cercado por los ejércitos rusos.

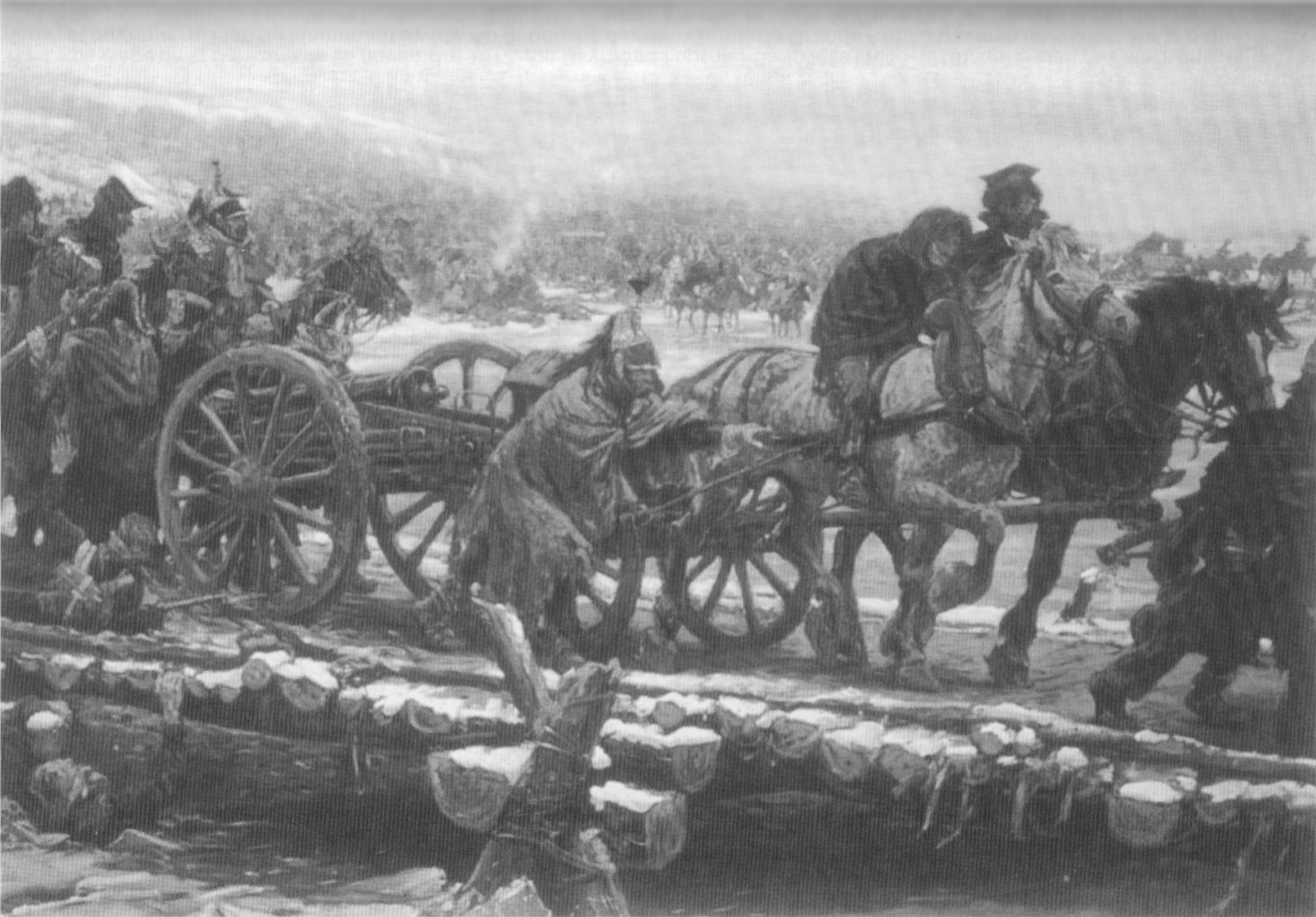
Tropas francesas atravesando por un pontón de madera. La traversée de la Bérézina en 1812, dramatización de Jan Hoynck van Papsendrecht.

El plan de Napoleón era cruzar el río Berézina para dirigirse a su ducado vasallo de Polonia, mientras que sus enemigos querían cercarlo y destruirlo. El plan original era cruzar rápidamente el río congelado, pero la idea resultó inviable, ya que las aguas no estaban congeladas y eran intransitables.
El 26 de noviembre, las fuerzas francesas se encontraban estacionadas junto al río. El puente cercano a Borisov había sido destruido, y la mayoría de los equipos destinados a construir pontones habían sido también destruidos solo unos pocos días antes. Únicamente la compañía del general Jean Baptiste Eblé había conservado materiales y herramientas de zapadores, pero necesitaba protección para contener al ejército de Pável Chichágov, establecido en la orilla occidental para atravesar el río.

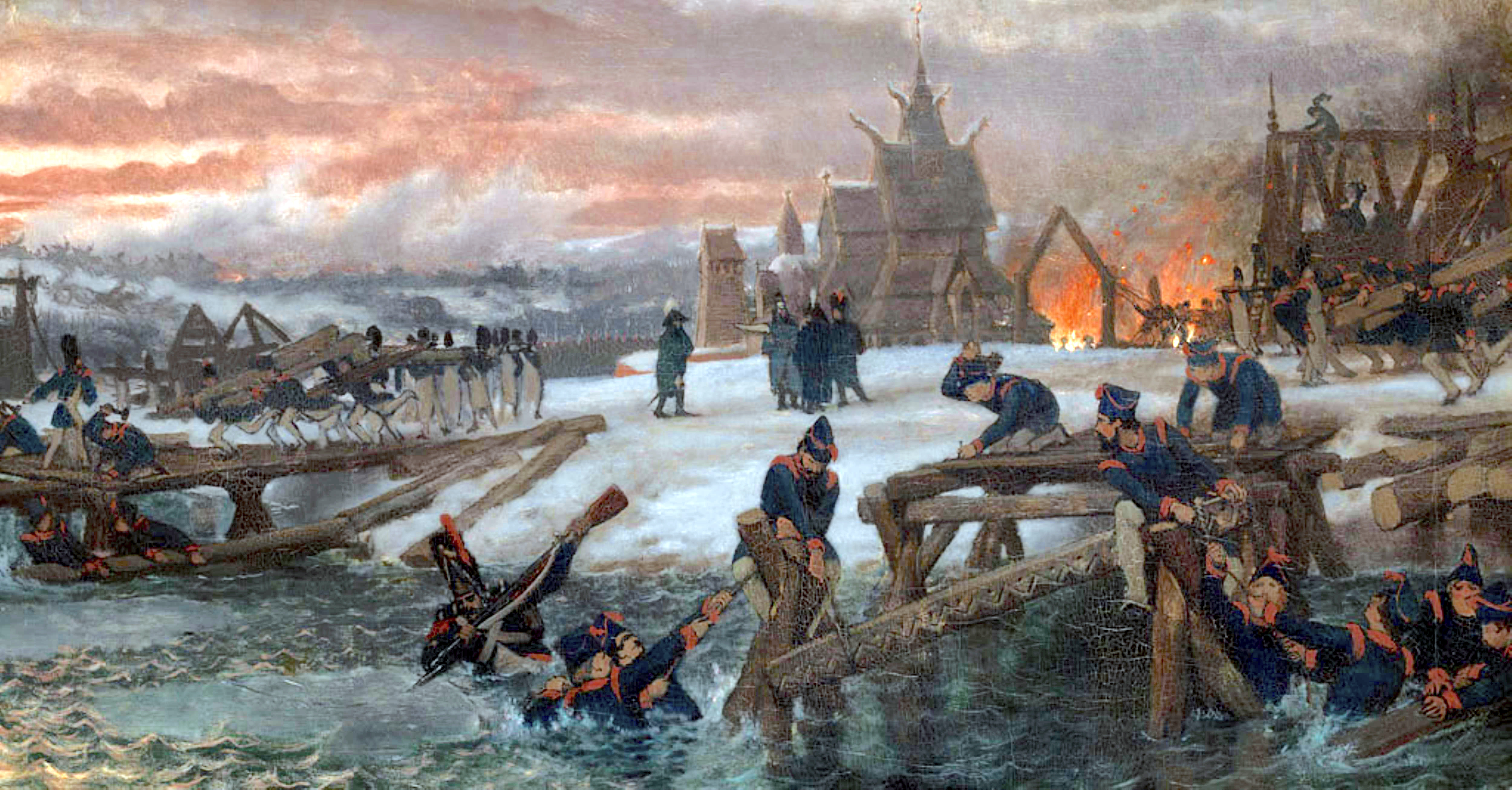
A las órdenes del capitán George Diederich Benthien en el río Berézina, el 26 de noviembre de 1812, se inició la construcción de dos puentes provisionales que salvarán una parte del gran ejército de Napoleón. Cruzando el río Berézina - 1812, óleo sobre lienzo de Lawrence Alma-Tadema (Museo de Ámsterdam).

Al mariscal Nicolas Oudinot le fue encomendada la misión de distraer a la fuerza de Chichágov, y su tropa hizo un movimiento hacia el sur. El plan funcionó, y los ingenieros franceses tuvieron tiempo de trabajar duramente en las heladas aguas del Berézina para construir el vital puente de cien metros. La caballería lo cruzó rápidamente, seguida por la infantería para proteger la cabeza de puente. La infantería de retaguardia sufrió terribles pérdidas (de los cuatro regimientos suizos del cuerpo de ejército de Oudinot, solo sobrevivieron 300 soldados), pero consiguieron mantener sus posiciones y cubrir la retirada. 
Una segunda estructura fue levantada en cuestión de horas, y los cañones fueron trasladados a través de ella para reforzar el perímetro defensivo. Su llegada se produjo en el momento en que Chichágov se dio cuenta de su error y atacó a los 11 000 soldados franceses.
Al mediodía del día 27, Napoleón y su Guardia Imperial habían logrado cruzar el río, y ahora la estrategia era tratar de salvar a la retaguardia, que estaba luchando contra el ejército de Wittgenstein.
Por la tarde, se partió uno de los tramos del puente, pero los ingenieros franceses lograron repararlo antes del anochecer. El mariscal Davout y el Príncipe Eugène lo atravesaron con sus tropas, dejando el IX cuerpo del mariscal Victor cubriendo la retirada en la orilla oriental.
Gracias a la potencia de fuego de artillería desde el otro lado del río, Victor mantuvo su posición hasta después de la medianoche, cuando sus fuerzas fueron capaces de unirse a sus compañeros y continuar la retirada hacia Francia.

### El desastre

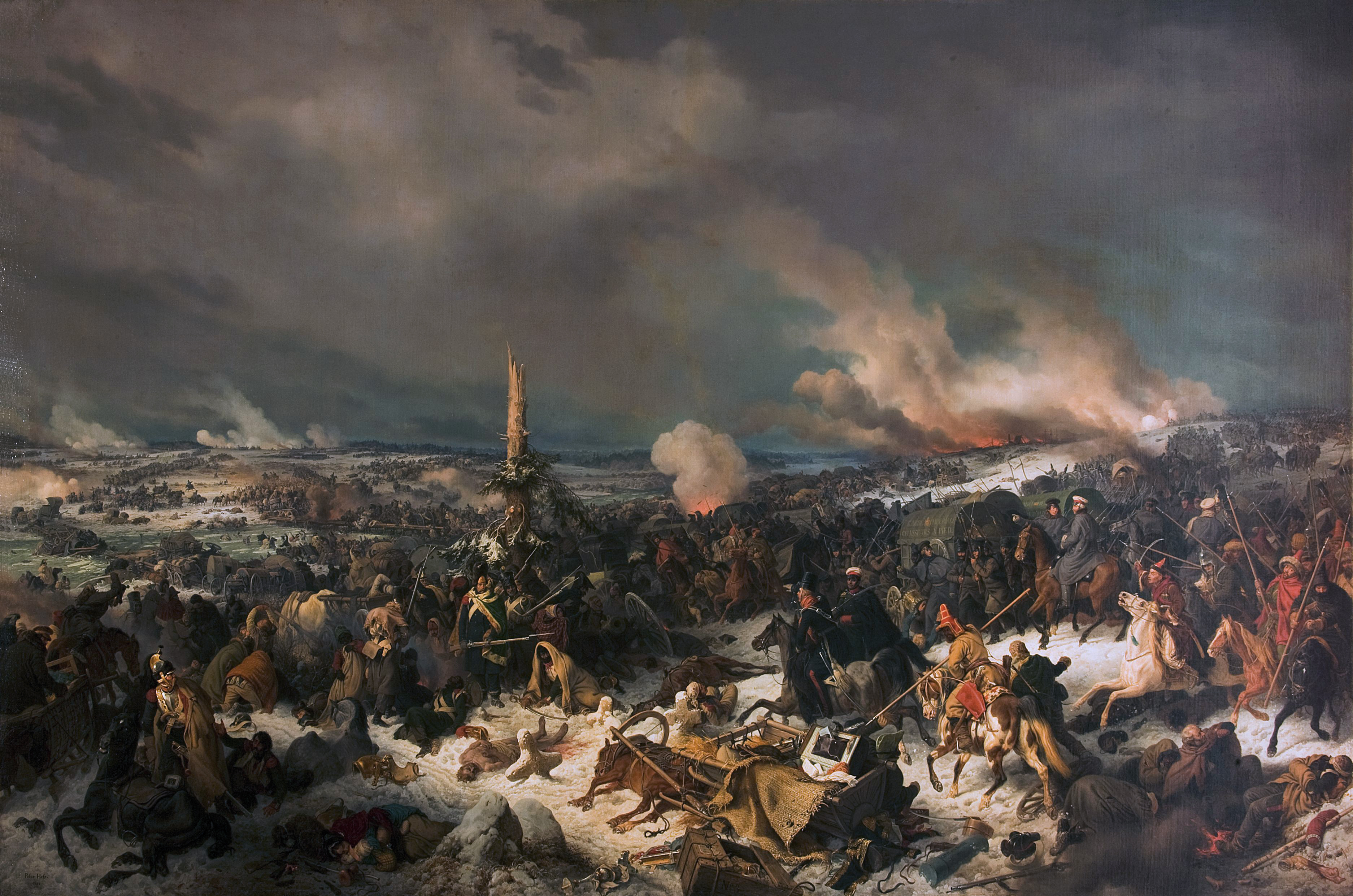
El desastre: la caballería cosaca alcanza al grupo de ejércitos franceses cercados al otro lado del río. Cruzando el río Berézina el 27 de noviembre de 1812. Óleo de Peter von Hess de 1844 conservado en el Museo del Hermitage.

A pesar de que Napoleón Bonaparte y sus principales generales consiguieron atravesar el río y ponerse a salvo, la desbandada de buena parte de la tropa francesa causó una monumental masacre entre sus soldados. En su intento por alcanzar el puente, cientos de ellos cayeron a las heladas aguas del río pereciendo por hipotermia, otros fueron aplastados por sus propios compañeros y otros alcanzados por el fuego enemigo.
Para asegurar la retirada del contingente que había conseguido cruzar el puente, el alto mando francés decidió volarlo para retrasar su cruce por los ejércitos rusos, dejando al resto (hombres, caballos y armas) al otro lado a merced del enemigo. Al mediodía del día 28 apareció la temida caballería cosaca, que aniquiló a todos los que habían quedado allí. Se calcula que 30 000 soldados de la Grande Armée perdieron allí la vida. Algunos decidieron huir hacia el norte, pero sus esperanzas de sobrevivir eran escasas.

## Consecuencias
El cruce del río Berézina fue la catástrofe final de la campaña francesa de Rusia, diezmó al ejército de Napoleón y marcó un punto de inflexión en el devenir de las guerras napoleónicas. 
En las semanas siguientes, la Grande Armée continuó su penosa retirada, y el 14 de diciembre de 1812 salió del territorio ruso. La leyenda popular afirma que únicamente 22 000 de los hombres de Napoleón sobrevivieron a la campaña de Rusia. Además, algunas fuentes afirman que más de 380 000 soldados perdieron la vida y cerca de 100 000 franceses fueron capturados por los rusos.